# Новое (Синельниковский район)
Новое (укр. Нове) — село,
Майский сельский совет,
Синельниковский район,
Днепропетровская область,
Украина.
Код КОАТУУ — 1224883505. Население по переписи 2001 года составляло 120 человек.

## Географическое положение
Село Новое находится в 2,5 км от села Майское.
По селу протекает пересыхающий ручей с запрудой.